# 류제필
류제필(柳濟弼, 1954년 11월 25일(음력) ~ )는 대한민국의 경영자, 연구가이다.  대한민국 광주광역시에서 태어났다. 본관은 高興

## 생애
류제필박사는 아이때부터 착하고 총명했으나, 부모가 무직으로 가정형편이 어려웠다.  외조부모님의 물질적 배려와 사랑, 두 외삼촌 김충섭 박사와 김강유 회장의 지도와 코칭으로 글로벌 리더로 성장하였다. 명문 광주제일고등학교와 서울대학교 화공과를 졸업하고 미국 Iowa State University에서 Biomedical Engineering 석박사 학위를 받은 후 생명과학자의 꿈을 이루었다
1991년부터 2002년까지 LG생명과학에서 DDS/제형 연구를 담당했고, 2002년에서 2006년까지 미국 넥스메드(NexMed)사에서 TDDS 제품 연구를 담당했다. 2006년부터는 미국 날파마(NAL Pharma.)에서 제품개발과 라이선스를 담당하는 부사장으로 재직하였다. 2015년에는 한독 중앙연구소 제품개발연구소장으로 영입되어, 경피약물전달시스템(TDDS- TransDermal Drug Delivery System) 개발을 맡아 케토톱을 세계적인 브랜드로 성장기키는 노력을 하다가, 2019년에 미국 날파마(NAL Pharma.)사로 복귀하였다.  부인 김원파 MD와 함께, 미국 프린스톤 한인 장로교회의 장로로 봉직하면서 다양한 사회봉사를 하면서, 중국을 비롯한  동아시아 지역의 제약회사 코칭과 컨설팅을 하고 있다.

## 학력
- 광주제일고등학교
- 서울대학교 화학공학과 학사
- 미국 Iowa State University  Biomedical Engineering 석사
- 미국 Iowa State University  Biomedical Engineering 박사